# Kiếp hoa buồn
Malai Sarm Chai (tiếng Thái: มาลัยสามชาย, tên tiếng Việt: Kiếp hoa buồn) là bộ phim truyền hình Thái Lan phát sóng năm 2010 trên đài Channel 5 (Ch5). Phim với sự tham gia của Phiyada Akkraseranee, Phutanate Hongmanop, Saharat Sangkapreecha, Yuke Songpaisan, Ornjira Larmwilai...

## Nội dung
Laoorn là một phụ nữ đoan trang, hiền thục; cô sở hữu cả bốn đức tính công – dung – ngôn – hạnh nên được nhiều người yêu thương và quý trọng. Kết hôn đã lâu cùng Yod Palathorn – công tử con nhà quyền quý, thế nhưng, Laoorn vẫn chưa có con. Thấy vợ không thể đem lại một đứa con cho mình, vốn bản tính "trăng hoa", Yod thường xuyên qua lại, ngoại tình với Thongpairam – một cô gái "bán phấn buôn hương". Không lâu sau đó, Thongpairam có thai, thế nhưng, cha của đứa trẻ lại là Kanong – quản gia của Yod, mà không phải là ông bởi Yod bị vô sinh (lúc này chưa hay biết).
Cứ ngỡ Thongpairam đang mang giọt máu của mình, Yod nhanh chóng ly dị Laoorn, để rộng đường đón người đàn bà hư hỏng về nhà, trở thành đại phu nhân mới của gia tộc Palathorn giàu sang. Về phần Laoorn, sau khi bị người chồng bội bạc ép chia tay, cô trở về tá túc ở gia đình dì ruột. Tại nơi đây, mối nhân duyên thứ hai giữa cô và tướng Thep Ratchasak nảy sinh. Làm dâu không lâu, Laoorn sinh cho vị tướng đĩnh đạc hai người con. Tưởng chừng, Laoorn đã nắm giữ hạnh phúc trong tay, nào ngờ, một biến cố chính trị nổ ra đã khiến tướng Thep phải sống lưu vong ở nước ngoài, chẳng lâu sau cũng sinh bệnh mà mất.
Từ đó, Laoorn một mình nuôi cả con riêng lẫn con chồng mà chẳng nề hà điều chi. Một lần bị bệnh, cô được bác sĩ Direkrut tận tình chữa trị. Biết gia cảnh hiện tại của Laoorn, Direkrut đã rất cảm phục trước sự thủy chung, trọn tình của người phụ nữ lắm truân chuyên này. Càng tìm cơ hội để gặp gỡ Laoorn tội nghiệp, anh càng thêm yêu quý và trân trọng cô; dần dần, giữa họ nảy sinh tình cảm. Thế nhưng, Thongpairam – một lần nữa, lại xen vào cuộc đời Laoorn, khiến mối quan hệ giữa cô và anh chàng bác sĩ trẻ tuổi bị lung lay. Đứng trước một Thongpairam hiểm độc, và sau ngần ấy bi kịch, liệu Laoorn có đủ mạnh mẽ để nắm giữ tình yêu của mình hay đành chấp nhận kiếp "hồng nhan bạc phận".

## Diễn viên
- Phiyada Akkraseranee vai La-Oor-Orn
- Phutanate Hongmanop vai Yot Malathorn
- Saharat Sangkapreecha vai General Thep Rachasak
- Yuke Songpaisan vai Prince Direak-Ruj
- Ornjira Larmwilai vai Thongpairum
- Puri Hiranprueck vai Khanong
- Wannarot Sonthichai vai Noo Yim/Samita
- Vittavat Singlumpong vai Narin
- Pitchaya Chaowalit vai Roong Ravee
- Anatpol Sirichoomsang vai Bai
- Jarunee Suksawat vai Jaruay
- Pukhai Pongsiri Bunluewong vai Suk
- Sasikarn Aphichartworasilp vai Sadetj (Queen)
- Mayurin Pongpudpunth vai Prayong
- Runya Siyanon vai Khun Mea Lim
- Sinitha Boonyasak vai Charan
- Jakkrit Ammarat vai Jao Khun Nara
- Rungruang Anantaya vai Wisarn
- Achita Thanasattranan vai Thongdot
- Karnjana Jindawat vai Khun Ying Parn Rachasak
- Sompob Benjathikul vai Phra Yap La Thon
- Arisara Wongchalee vai Foo
- Wiwat Phasomsab vai Jao Khun Woraphan
- Wasidtee Srilofung vai Khun Ying Phayom
- Paweena Charivsakul vai Prayun Phlathon
- Neeranuch Pattamasoot
- Sushar Manaying vai cháu
- Sasikarn Aphichartworasilp vai công chúa

## Ca khúc nhạc phim
- มาลัยสามชาย / Mahlai Sahm Chai - Earn the Star
- แค่คำคำเดียว / Kae Kum Kum Diao - Wichayanee Pearklin